# Vádaba
En la mitología hinduista, Vádaba fue la madre de los dos Ashuin, médicos de los semidioses, paralelos a los semidioses griegos Dioscuros Cástor y Pólux.
Vádabaa es la ninfa Ashwini, que toma forma de yegua (vádaba), como esposa de Vivasvat (dios del Sol).

## Etimología
En idioma sánscrito, vádabā significa ‘yegua’.
También se escribe vádavā, vadavá, bádavā, bádabā, bádava o badabá.
En la edición de 1910 de la Enciclopedia Espasa aparece como badavã (aunque este acento diacrítico no se utiliza en la transliteración del sánscrito, ya que implicaría una nasalización del fonema a, que sería impropio de este idioma).

## Otros significados
- Vádaba, cierta constelación que representa la cabeza de un caballo (llamada en Occidente Equuleus).[3]
- Vádaba Pratitheii, nombre de una mujer, mencionada en el Grijia-sutra.
- vádaba, prostituta hinduista.
- vádaba, esclava hinduista.
- vadabá (masculino de vádaba), caballo macho que se asemeja a una yegua, y actúa como hembra, y es montado por otros machos.[4]
- vádaba-jrita (‘corazón de yegua’) era un tipo especial de esclavo homosexual o quizá un eunuco.[5]
- Vádaba-Bhartri (‘esposo de la yegua’), nombre de Uchaisravas, el mítico caballo del dios Indra, que había surgido del batido del océano de leche y fue el primer caballo.[6]
- Vádaba Sutau o Vádaba Putrau (caso dual de suta o putra, que significa ‘hijo’) son los ‘dos hijos de Vádabā (o Ashuin)’.

## La llama Vádabāgni
Vádabāgni o Vádavāgni es el fuego submarino (vádabā: ‘yegua’; agni: ‘fuego’), o fuego de las regiones infernales, que surge de una caverna llamada Vádabā-mukha (la ‘boca de la yegua’), situada bajo el mar, en el polo norte terrestre. (Según el Majabhárata, el Katha-sarit-sagara, el Jari-vamsa y el Aria-bhata).
- En el Majabhárata también se cuenta una historia diferente acerca del origen de este fuego, creado por el poderoso rishi Aurva Bhargava.
- En el Majabhárata se cuenta que el rey Sudakshina, aliado de Duriodhana, era un gran guerrero, purusha-viagra (‘hombre-tigre’) y kamboja vádabā-mukham (‘volcán baltistano’).
- Cuando los hindúes veían en el océano una sustancia espumosa particular, la llamaban Vádabā-agni-mala (la suciedad provocada por este Fuego de la Yegua).
- Según el Brihat samhita (del astrónomo Varaja Mijira) y el Markandeia-purana, existía una raza mítica llamada Vádabā-mukha (probablemente porque se creía que vivían cerca de esta Boca de la Yegua).
- Según el Ramayana y el Katha-sarit-ságara, también Shiva y el Nara Naráiana recibían este nombre de Vádaba-mukha.
  - En el templo de Hampi (Karnataka, India) existe un śiva-lingam (piedra que representa el falo del Señor Shiva), que se llama Bádava-linga.

### La diosa Vádabāgni
Como diosa del fuego submarino ocupa un lugar muy secundario en el panteón hindú.
En cambio en el budismo tibetano figura en un lugar relevante, y se confunde con dos divinidades afines, Jáiagriva y Jáiasiras que se conocen bajo el nombre común de Tamdis  (‘enemigo de los demonios’).